# Maria Sibylla Merian (Schiff, 2011)
Die Maria Sibylla Merian ist ein 2011 gebautes Fahrgastschiff, das die Frankfurter Primus-Linie für Rund- und Tagesfahrten sowie Eventfahrten auf Main, Rhein und Neckar einsetzt.

## Geschichte
Als Ersatz für ihr erstes und ältestes Schiff, die Primus aus dem Jahr 1974, suchte die Reederei länger eine Werft, um einen Neubau herzustellen. Da die Werften in Deutschland ausgelastet waren, fiel die Wahl auf die niederländische Werft De Gerlien van Tiem aus Druten. Für die Reederei war es der erste Neubau seit der Nautilus aus dem Jahr 1991. Das Schiff wurde auf zwei verschiedenen Werften hergestellt: Die vorderen zwei Drittel des Schiffsrumpfes baute die Helldörfer-Werft aus Arnheim, das hintere Drittel stellte De Gerlien van Tiem. Bei De Gerlien van Tiem in Druten wurden die Rumpfsektionen zusammengebaut und der weitere Ausbau vorgenommen. Das Steuerhaus ist in der Höhe verstellbar und kann von 6,50 Meter auf 5,90 Meter abgesenkt werden. Damit kann das Schiff auch den Neckar und bei hohem Wasserstand den Main oberhalb von Hanau befahren. Letzte Innenausbauten des Schiffes wurden in Mainz erledigt, bevor die Fertigstellung im Februar 2012 erfolgte. In Frankfurt fand am 20. April 2012 die Taufe statt, bei der das Schiff den Namen der Naturforscherin und Künstlerin Maria Sibylla Merian erhielt.
Die Primus-Linie setzt das Schiff nach Bedarf auf allen im Fahrplan genannten Angeboten ein. Es kommt bei kleinen und großen Rundfahrten in Frankfurt sowie Tagesfahrten den Main aufwärts etwa nach Seligenstadt oder Aschaffenburg, neckaraufwärts nach Heidelberg oder über Mainz bis ins Obere Mittelrheintal zum Einsatz. Ebenso kann die Maria Sibylla Merian für Charterfahrten gemietet werden und wird für Eventfahrten wie dem „Krimi-Schiff“, Fahrten zum „Frankfurter Stadtgeläute“, Architekturfahrten zur Route der Industriekultur Rhein-Main Frankfurt am Main, Weihnachtsfahrten oder After-Work-Angeboten eingesetzt.

## Technische Daten
Das Schiff ist 50,48 Meter lang und 10,50 Meter breit. Der Tiefgang beträgt 1,31 Meter. Angetrieben wird die Maria Sibylla Merian von zwei Motoren der Firma Scania vom Typ DI12-70M mit jeweils 265 kW Leistung, die zwei Schottel-Ruderpropeller des Typs SRP-170 antreiben. Das Schiff erreicht eine Geschwindigkeit von 18 km/h. Es ist mit einem elektrisch angetriebenen Bugstrahlruder des Herstellers De Gerlien van Tiem vom Typ GvT 580 MK ausgerüstet. Für die Stromerzeugung an Bord stehen zwei von Deutz-Dieselmotoren angetriebenen Generatoren mit jeweils 180 kVA Scheinleistung zur Verfügung.
Das Schiff ist für 480 Fahrgäste zugelassen. Sitzplätze stehen für 414 Personen zur Verfügung, davon 208 Sitzplätze auf dem Freideck und 206 Sitzplätze auf dem Hauptdeck.